# Army of Two (singolo)
Army of Two è un singolo del cantante inglese Olly Murs, pubblicato nel 2013 ed estratto dal suo album Right Place Right Time.

## Tracce
- Download digitale

1. Army of Two – 4:48

## Video
Il videoclip della canzone è stato diretto da Vaughan Arnell e pubblicato il 14 febbraio 2013.

## Classifiche
| Classifica (2013) | Posizione massima |
| ----------------- | ----------------- |
| Regno Unito       | 12                |